# 坪駅
坪駅（つぼえき）は、かつて青森県上北郡天間林村（現在の七戸町）大字天間館にあった、南部縦貫鉄道南部縦貫鉄道線の駅である。

## 歴史
- 1962年（昭和37年）10月20日：南部縦貫鉄道線開通と同時に一般駅として開業。
- 1969年（昭和44年）3月31日：無人化に伴い貨物取扱廃止。側線撤去。
- 1997年（平成9年）5月6日：南部縦貫鉄道線休止とともに休止。
- 2002年（平成14年）8月1日：南部縦貫鉄道線廃止とともに廃駅。

## 駅構造
単式ホーム1面1線の地上駅で、無人駅。元は有人駅だったため廃線時まで駅舎があり、貨車用の側線も敷かれ、無人化されるまでは貨物取扱も行われていた。

## 廃線後
廃線後もしばらくはホーム・駅舎・線路が取り払われずに残されていたが、2005年頃に駅舎と線路が撤去され、現在はホーム跡の築堤が残るのみである。また、駅前の踏切跡には駅舎の撤去後もしばらく線路が残されていたが、こちらも全て撤去された。

## 隣の駅
南部縦貫鉄道
南部縦貫鉄道線
後平駅 - 坪駅 - 坪川駅